# .vn
.vn – domena internetowa przypisana od roku 1994 do Wietnamu i administrowana przez Vietnam Internet Network Information Center (VNNIC).

## Domeny drugiego poziomu
- com.vn: handlowy
- biz.vn: biznes; równoważne com.vn
- edu.vn: edukacja
- gov.vn: organy rządowe
- net.vn: dostawcy sieci
- org.vn: organizacje zaangażowane w działania polityczne, kulturowe i społeczne
- int.vn: organizacje międzynarodowe
- ac.vn: organizacje i osoby biorące udział w działaniach naukowych
- pro.vn: organizacje i osoby biorące udział w wysoko wyspecjalizowanych dziedzinach
- info.vn: organizacje i osoby biorące udział w tworzeniu, dystrybucji i dostarczaniu informacji
- health.vn: organizacje i osoby zaangażowane w działania firm farmaceutycznych i medycznych
- name.vn: osóby prywatne
- mil.vn: organizacje wojskowe